# Romulea numidica
Romulea numidica là một loài thực vật có hoa trong họ Diên vĩ. Loài này được Jord. & Fourr. miêu tả khoa học đầu tiên năm 1866.